# Evasterias
Genre
Evasterias est un genre d'étoiles de mer de la famille des Asteriidae.

## Liste des espèces
Selon World Register of Marine Species (23 janvier 2015) :
- Evasterias derjungini (Djakonov, 1938)
- Evasterias echinosoma Fisher, 1926
- Evasterias retifera Djakonov, 1938 -- Pacifique nord
- Evasterias troschelii (Stimpson, 1862) -- Pacifique nord